# Vita activa, или О деятельной жизни
Vita activa, или О деятельной жизни (англ. The Human Condition) — произведение Ханны Арендт, опубликованное в 1958 году в США. На русский язык книга была переведена в 2000 году В. В. Бибихиным.

## История создания
За три года до выхода книги название было совсем другим, в то время Ханна Арендт увлеклась темой мира и составила на базе своих американских лекций и статей по истории политики «Amor mundi», «Любовь к миру».

«Да, на этот раз я хотела бы передать Вам широту мира. Я так поздно, собственно только в последние годы, начала по-настоящему любить мир, что должна наверное быть по-настоящему способна к этому. Из благодарности хочу назвать свою книгу о политических теориях Amor mundi. Этой зимой напишу из неё главу о труде как серию докладов для Чикагского университета, который пригласил меня на апрель» (Ясперсу 6.8.1955).
К 1956 году книга была практически готова, но английское название ещё не определилось.

«Завтра я лечу на две недели в Чикаго ради 6 лекций за две недели. В какой-то мере рукопись моя сложилась, но для печати она конечно далеко ещё не готова. Всю вещь в целом я назову „Vita activa“ и разбираю по существу Labor — Work — Action в их политических импликациях»

## Содержание

### Человеческая обусловленность
Ханна Арендт вводит термин vita activa (активная жизнь), противопоставляя vita contemplativa (жизни созерцательной). Античные философы настаивали на превосходстве vita contemplativa, а vita activa просто служила удовлетворению потребностей. Арендт не поддерживает эту точку зрения и считает, что виды деятельности vita activa «не поддаются редукции к некой неизменной основной задаче „человека вообще“, и что, далее, они не выше и не ниже основных задач, каких ставит себе vita contemplativa». Она выделяет три вида vita activa: труд (работу), создание (изготовление) и действие (поступки). Также Арендт пишет о философии поступков любых представителей человеческого нового рода.

### Пространство публичного в сфере частного
Во второй главе Арендт исследует приватную и публичную сферу жизни. В Древней Греции с образованием города-полиса «каждый гражданин отныне принадлежал двум порядкам существования, и его жизнь характерным образом строго делилась на то, что он называл своим собственным, и то, что оставалось общим». К частной сфере относилось домашнее хозяйство, которое диктовалось преимущественно человеческими потребностями и жизненной необходимостью. Пространство полиса наоборот было областью свободы, «ни в коем случае поэтому под политикой не могло пониматься что-то необходимое для благополучия общества…». Порядок домохозяйства опирался на неравенство, а полис — на равенство. Публичная сфера, естественно, имела более высокий статус, чем частная.
С падением Римской империи церковь взяла на себя роль публичной сферы, а частная сфера принадлежала феодалам, которые в отличие от античных отцов семейства, имели право в границах своих владений вершить суд.
В Новые время возникла социальная сфера, которая нарушила границу между публичным и приватным. Первый заметил это Жан-Жак Руссо, его «бунт против социальности … был направлен прежде всего против её нивелирующих черт, против того, что мы нынче зовем конформизмом и что по сути является признаком всякого социума». В массовом обществе социальность достигла такой точки, когда все люди одинаково скованы и находятся под контролем. Поэтому важно снова определить границы человеческих дел, определить места, где они предпринимаются.

### Труд
Труд является первым видом vita activa, который направлен на удовлетворение биологических потребностей для сохранения и размножения вида. Поскольку потребности никогда нельзя раз и навсегда удовлетворить, труд является бесконечным. Таким образом, труд представляет собой циклический повторяющийся процесс. В античности труд находился в сфере приватного, так как им занимались рабы. Но тогда труд был презренным не из-за того, что его выполняли рабы, скорее рабы были презренны, потому что они выполняли труд. В Новое время не только рабы, но и каждый стал определяться своим трудом, каждый из нас должен выполнять работу, чтобы удовлетворять свои потребности. Но труд очень важен, так как энергия, которую человек высвобождает и потребляет при работе, служит для сохранения самой жизни. Ханна Арендт говорит, что если бы мы когда-нибудь смогли освободиться от труда, то свобода была бы для нас бессмысленной, мы нуждаемся в труде. Также высказана мысль, что прогресс в производстве обесценивает труд и предметы потребления.

### Создание
Создание, в отличие от труда нашего тела, является мастерством наших рук, homo faber. Homo faber производит множество вещей, которые составляют среду, искусственный мир, который его окружает. Всякое создание насильственно, оно разрушает природу для своего предмета. Например, вырубают дерево для получения древесины. Арендт подчеркивает различие между ремесленниками и рабами в Древней Греции. В то время, как ремесленники своим умом создавали что-то новое своими руками и «ходили работать в люди, вольно передвигаясь в публичной сфере», рабы с помощью своего тела обеспечивали нужды свои и хозяев. Тем более, те, кто создает, оставляют свой след в мире, могут посвятить себя мастерству и сосредоточить свои силы на творчестве и мышлении.
В Новое время произошли изменения в рассмотрении трудовой деятельности и творчества. Это явление также было высказано великими мыслителями, такими как Джон Локк, Адам Смит и Карл Маркс. Однако Маркс не уловил разницы между трудом и созданием, поэтому, по мнению Арендт, он пришел к неверным выводам.

### Действие
Третий тип деятельности — поступок (который включает в себя как речь, так и действие), средство, с помощью которого мы отличаемся от других, становимся уникальными существами. «Речь и действие суть деятельности, в которых выступает эта уникальность. Говоря и действуя, люди активно отличают себя друг от друга вместо того чтобы просто быть различными». В отличие от изготовления, действие невозможно в изоляции. «Как изготовление нуждается в природном окружении, снабжающем его материалом, и в среде, где готовая продукция может показать свое достоинство, так поступок и слово нуждается в мире людей, чтобы обратиться к нему». Действие и речь всегда находятся среди людей и направлены на них, и это порождает человеческие отношения. Разнообразие среди людей позволяет наблюдать за действием с разных точек зрения. Действие имеет безграничные последствия, часто выходящие далеко за рамки того, что мы могли ожидать.
Греки считали полис местом, где свободные люди могли жить вместе, чтобы действовать. В полисе каждый мог заработать «бессмертную славу», увековечить себя в истории.
В современном мире, столкнувшись с угрозой исчезновения всего публичного пространства, превращением общего мира в массу обособленных, беспомощных людей, Ханна Арендт предлагает два решения против попыток заменить действие работой и трудом: прощение и обещание. Эти средства стали возможными благодаря чуду рождения, постоянному прибытию новых людей. Таким образом, рождение — это то, что вновь дает надежду на возможность спасения от забвения поисков бессмертия.

### Vita activa и Новое время
Три великих события знаменуют начало Нового времени (открытие Америки, реформация и изобретение телескопа). По мнению Арендт, они породили явление отчуждения от мира. Это способствовало постепенной утрате смысла активной и созерцательной жизни. Созерцание стало бессмысленной деятельностью. Сама мысль стала функцией, характерной не только для человека, но и для электронных инструментов. Работа стала все более автоматизированным процессом. Способность действовать стала исключительной прерогативой ученых, которые всегда считались наименее политическими членами общества. Результатом стала деполитизация дел и передача политической власти в руки немногих. Арендт критикует современное общество за то, что оно отдает предпочтение экономическому действию, и утверждает, что политический характер действия, связывающего людей друг с другом и освещающего человеческое существование, должен быть восстановлен.